# Богданов, Палладий Андреевич
Палладий Андреевич Богданов (27 ноября (9) декабря 1881 год, Санкт-Петербург — 31 марта 1971, Ленинград) — российский и советский хоровой дирижёр, композитор и педагог, народный артист РСФСР.

## Биография
Палладий Андреевич Богданов родился 27 ноября (9) декабря 1881 года в Санкт-Петербурге на Большой Охте. В 1892—1903 годах — певчий и учащийся Придворной певческой капеллы. В 1903 году окончил инструментальные классы капеллы по специальности скрипка и регентские классы как учитель церковного пения и теории музыки. Учился у Н. А. Римского-Корсакова, М. А. Балакирева, А. К. Лядова, Н. А. Соколова, А. С. Аренского, С. М. Ляпунова, М. Р. Щиглева, П. А. Краснокутского, Е. С. Азеева.
В 1913 году окончил экстерном Санкт-Петербургскую консерваторию по классу композиции.
В 1903—1914 годах был художественным руководителем, дирижёром и преподавателем теоретических предметов и пения в Государственной академической капелле Санкт-Петербурга. В 1914—1917 года служил в армии. В 1919—1941 годах работал дирижёром Государственной академической капеллы, преподавал теоретические предметы и хоровое пение в школе и техникуме капеллы.
В 1934 организовал хор Ленинградского Радиокомитета и в течение нескольких лет руководил им.
Во время Великой Отечественной войны (1941—1944 годы) был директором школы, эвакуированной в село Арбаж Кировской области, до самой её ликвидации (весной 1944 года школа вывезена в Москву и на её основе А. В. Свешниковым создано Московское государственное хоровое училище). После возвращения в Ленинград восстановил при Капелле учебное подразделение в виде Музыкально-хорового училища (ныне Хоровое училище имени М. И. Глинки), в 1944—1945 годах был его художественным руководителем, а в 1945—1955 годах главным дирижёром хора мальчиков училища.
В 1945 году организовал Ленинградский ансамбль песни и пляски Трудовых резервов (сейчас Вокально-хоровая студия «На Фонтанке»).
Среди его учеников: В. А. Дранишников, А. С. Дмитриев, Д. Г. Китаенко, А. А. Юрлов, В. Н. Минин, А. Г. Мурин, В. А. Чернушенко, Ю. В. Петров, А. Г. Флярковский, Р. Г. Бойко, В. А. Атлантов, А. А. Броневицкий.
В 1954 году, на 73-м году, из-за тяжёлой болезни отошёл от дирижёрской и композиторской деятельности. Умер 31 марта 1971 года в Ленинграде. Похоронен на Большеохтинском кладбище.

## Награды и премии
- Народный артист РСФСР (1954).

## Сочинения
- Опера — «Весна, или Красная горка» (1919)
- Кантата (с органом) — «Под Пулковым» (сл. И. Демьянова, 1953)
- Камерно-инструментальные, хоровые произведения: для скрипки с оркестром — 2 учебных концерта (1943, 1944); 4 квартета (1915, 1919, 1922, 1936); трио; для фортепьяно в 4 руки — «Балетная сюита» (1918); для фортепьяно — «На смерть сына» (1943), «Эскизы» (1947), «Отдых в Комарове» (1952), «Полёт», «Думы», «Теплоход „Россия“», «Рыбная ловля», «Вальс», «Воспоминание о друге»; для скрипки, виолончели, флейты и арфы — Дивертисмент; для скрипки и фортепьяно — сюита «Крымские эскизы» (1926); для хора с фортепьяно — «Волго-Дон» (сл. А. Прокофьева (1953), «Счастливый путь» (сл. В. Урина, 1953); для хора без сопровождения — «Октябрь» (сл. И. Уткина, 1918), «Родина», «Месяц задумчивый», «Снова сон» (сл. И. Бунина, 1938); для детского хора без сопровождения — «Запевала», «У костра», «Пловец», «За черникой», «Мичуринцы», «Лесные приметы», «Лагерный день», «Ёлка», «Пионерское звено», «Спортплощадка» (сл. Б. Раевского, 1950), «Трезор», «Бараны» (сл. С. Михалкова, 1950); для детского вокального ансамбля с фортепьяно — «Собачья дружба» (сл. И. Крылова); для детского вокального квартета без сопровождения — «Ноктюрн», «Утро»
- Романсы — «Чаша жизни» (сл. М. Лермонтова), «Ты не пой, соловей» (сл. А. Кольцова), «Есть много звуков», «О, если б ты могла», «Катит море» (сл. А. К. Толстого, 1919), «Среди красот ликующих природы» (сл. П. Соловьевой, 1915), «Люди спят», «Озеро светлое» (сл. А. Фета, 1915), «Воспоминание о Ленине» (элегия, сл. Д. Бедного, 1924), «Ты как звезда» (сл. Мезько, 1946), «Войди в мой сон» (сл. Н. Брауна, 1946), «Прощание» (сл. В. Маяковского, 1948), «Исполнились мои желанья» (сл. К. Рылеева, 1949).
- Песни — «Сталинград» (сл. Г. Годзевича, 1942), «Советский простой человек» (сл. В. Лебедева-Кумача, 1948), «Как хорошо любить, друзья» (сл. Г. Эмина, 1953), «Краснодонцы», «В защиту мира и демократии».
- Обработка: (для детского хора без сопровождения) — русские народные песни: «Ах ты, степь», «Ах, не одна во поле дороженька», «Ой ты, Волга-матушка» (1942).